# Villa de la coopérative agricole Džervin à Knjaževac
La villa de la coopérative agricole Džervin à Knjaževac (en serbe cyrillique : Вила пољопривредног комбината "Џервин" у Књажевцу ; en serbe latin : Vila poljoprivrednog kombinata "Džervin" u Knjaževcu) se trouve à Knjaževac, dans le district de Zaječar, en Serbie. Elle est inscrite sur la liste des monuments culturels protégés de la république de Serbie (identifiant no SK 772),.

## Présentation
La villa a été construite dans les années 1930.